# ساعة الله
ساعة الله أو الساعة منطقة عراقية في جنوبي مركز قضاء السلمان في محافظة المثنى في صحراء الحجرة من البادية العراقية، بجنوب العراق، يسلك السائر من مدينة السلمان 15 كيلومتراً في طريق وعرة إلى الجنوب إلى حيث كارة (تل) ساعة الله، ثم من ساعة الله يمضي في طريق وعرة 65 كيلومتراً جنوباً حتى يبلغ تخاديد.

## في الأدب
ذكر الأديب العراقي حامد فاضل منطقة ساعة الله في كتابه (ثقافة الأمكنة مرائي الصحراء المسفوحة)، وقال فيه "وساعة الله كما أرها من جهة الجنوب الغربي لنقرة السلمان، منخفض يجاور منخفض، أو نقرة أصغر من نقرة .. نقرتان يفصل بينهما مرتفع يعرف (بجال الساعة(1)) والمنخفض مدور بعض الشىء، والى جانبه منخفض آخر أصغر منه، فتبدو المنطقة وكأنها ساعة وزنبرك .. الساعة كونتها جغرافية البادية، والبادية بسطتها يد الله .. إذن هي ساعة والذي صنعها الله، فكان حقاً على الذين يمرون فيها، أو يحلون بفنائها أن يسمونها ساعة الله .. وأقول إذا ما استعرت لغة الجغرافيين، هنالك على بعد (18) كيلومتراً جنوب شرق السلمان، تقع منطقة تٌعْرَفُ ببادية السماوة على إنها ساعة الله .. وأقول بلغة الأدب هي ساعة أو ما يشبه الساعة (كالنفيلة(2)) على الطريق منتصبة، تلوح لعين المسافر من بعيد، ما بين السلمان (وتخاديد (3))، أو هي رصعة في حنك طريق السلمان ــ (تخاديد)، وهو الطريق الترابي الذي تتجافى عنه السيارات اليوم لوعورته وحدة (جاله)، ولكنه كما يقول الرواة الثقاة كان في زمان مضى طريق القوافل في البادية، وساعة الله هي أجمل ما في استراحته، حيث تحل القوافل بين مطارح رملته الناعمة، وشجيراته المزهرة، وسجاجيد عشب المراعي، لتكتال من ماء أباره المترعة .. سأختار واحدة من قوافل ذاك الزمان، لأعد لها متكأً في مخيلتي، ولتكن قافلة الكولونيل (لجمن) الذي وصل الساعة كما وصف في مذكراته مشياً على الأقدام، حافياً مرتدياً ملابس البدو خدمة لمقتضيات المصالح البريطانية .. في قرون مضت كانت الساعة تشهد الوقائع بين شُمَّرْ وآل الظفير، على أرضها تدور المعارك، حيث الخيول ضابحات، والسيوف مخضبات، والخناجر في الخواصر، تلك المعارك ما تزال تدور في ليل الخيام، بعدما انتقلت الى سوح الرواة، ليزينوا فيها ليالي السامرين، بين الفناجين المٌخَصَرَةِ والدلال الصفر، ونار مواقد الصحراء، والتبغ المٌصَنَعِ في بلاد ما بعد البحار.. يروي لنا راو من السلمان، يقال له عبد الأمير بن شنان : إن الساعة وما حولها كانت تزخر (بالكلبان(4)) على رأسها كوفية من شجر السدر، وعلى كتفيها عباءة عشب سندسي يرتادها البدو والأعراب، تسرح قطعانهم في المراعي الى جانب غزلانها والأرانب وباقات تلك الطيور الجميلة التي تمرح، تحط على أخضر الأرض، وتحلق نحو أزرق في السماء  وكانت محجاً للكمائين في مواسم جمع الكمأ، زبدة القول انها روضة من رياض جنة الله كانت، ولكنه يضرب كفاً بكف يتحسر يزفر آهته، ويأخذني من يدي لأرى ساعة الله مهجورة، فلا أثر لما كان يحكي، ففاتنة البادية التي كان يٌكْثِرُ عنها الحديث، يعدد محاسنها، هي الآن شمطاء قابعة بثوب خلق بين الصخور وبين الرمال، وقد اشتعل الرأس شيباً لكثرة ما نال من جفاف".

## الهوامش
- «1»: الجال: التل أو المرتفع.
- «2»:النفيلة: نصب أو علامة تدل على القبيلة أو شيخه.
- «3»: تخاديد: بلهجة البادية تعني الأخاديد
- «4»:الگ‍لبان: بالكاف المجهورة أصلها قلبان، جمعُ قليب، وهو البئر المحفورة يدوياً.